# 대구온라인학교
대구온라인학교는 대구광역시 서구에 있는 공립 각종학교이다.

## 학교 연혁
- 2023년 9월 1일 : 달성고등학교 기숙사에서 개교